# Distretto di Tirupur
Il distretto di Tirupur è un distretto del Tamil Nadu, in India. Il suo capoluogo è Tirupur.
Il distretto è stato creato il 25 ottobre 2008 e comprende i comuni (taluk) di Tirupur, Avanashi, Palladam, Udumalpet (che facevano parte del distretto di Coimbatore), Kangeyam e Dharapuram (che facevano parte del distretto di Erode ).

## Storia
Dal 2002 viene avanzata la proposta di rendere la città di Tirupur capoluogo di un distretto autonomo; Il 29 dicembre 2007 viene annunciato da M. Karunanidhi, primo ministro del Tamil Nadu, che il distretto sarebbe stato costituito entro i successivi due mesi, poi l'annuncio viene ripetuto il 20 marzo 2008 da K. Anbalagan, ministro delle Finanze del Tamil Nadu, durante la presentazione del bilancio 2008-2009, precisando stavolta che il nuovo distretto sarà formato con territori separati da quello di Coimbatore e quello di Erode e a luglio dello stesso anno si manifesta l'opposizione della popolazione al possibile cambio di giurisdizione di alcune aree che dovrebbero passare sotto il controllo del nuovo distretto, ma il Commissario Speciale Shaktikanta Das chiarisce che il governo statale non ha ancora preso alcuna decisione in merito. Infine il distretto viene formato ma si registrano le proteste della popolazione di Udumalpet che si oppone alla sua inclusione nel nuovo distretto e chiede di tornare in quello di Coimbatore.